# ملوث

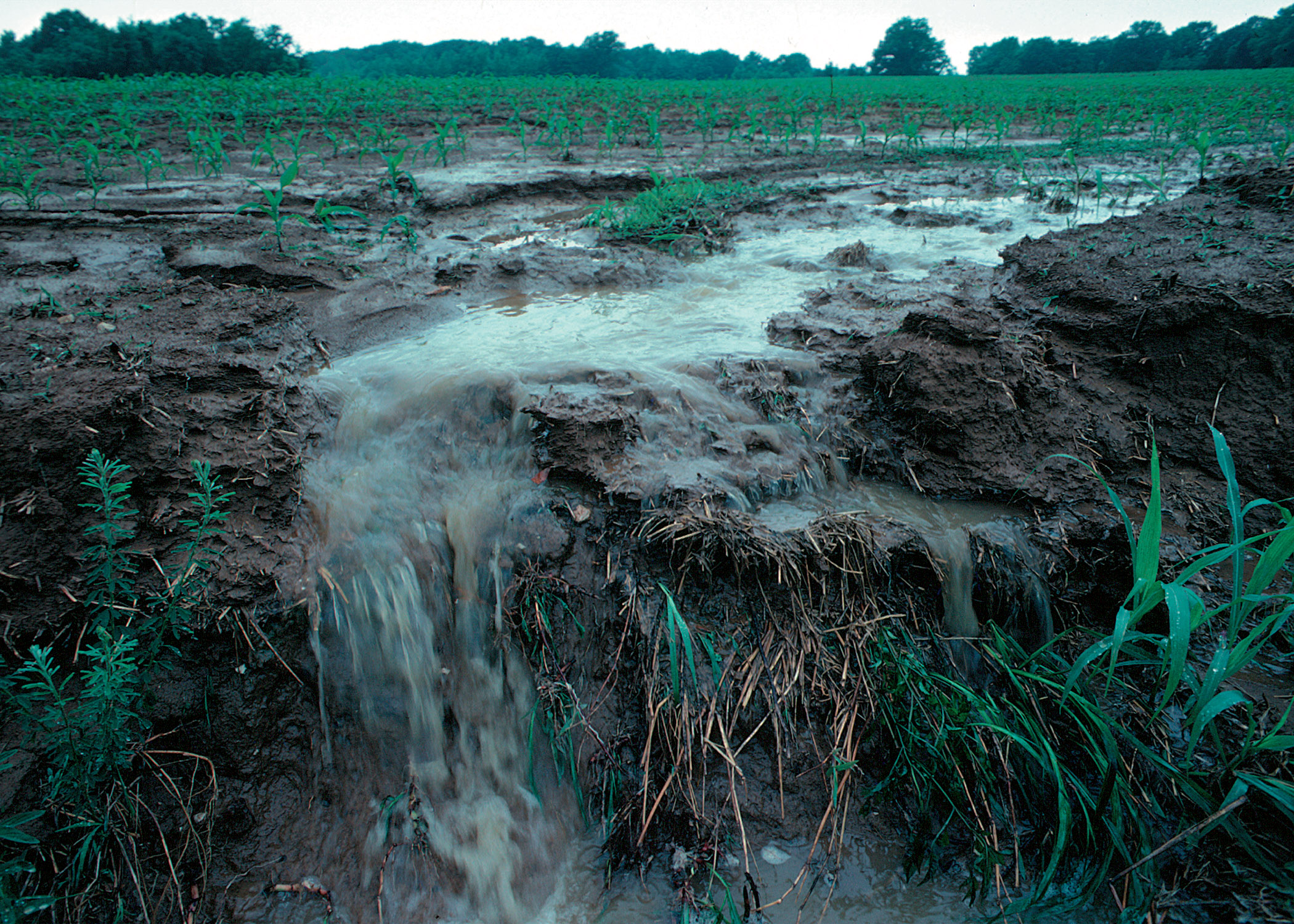
الجريان السطحي والذي يُطلق عليه أيضًا تلوث غير محدد المصدر من حقل مزرعة في ولاية أيوا بالولايات المتحدة أثناء عاصفة ممطرة.

الملوِّث هو أي مادة أو طاقة لها تأثير سلبي على البيئة المحيطة، وتعد بذلك مصدراً للتلوّث. يمكن أن يكون تأثير الملوث قصير الأمد، ولكنه بالمقابل يمكن أن يكون مستديماً وطويل الأمد.
تعرف الملوثات التي لها سعة امتصاصية قليلة أنها من الملوثات التراكمية؛ مثل الملوثات البلاستيكية.
من الأمثلة الشهيرة على الملوثات الكيميائية كل من الفلزات الثقيلة مثل الزئبق والرصاص وكذلك الملوثات العضوية الثابتة مثل ثنائي الفينيل متعدد الكلور.

## الأنواع المختلفة للملوثات في الطبيعة
تسمى الملوثات التي تنخفض السعة الامتصاصية للبيئة لها ملوثات مخزنة. (مثل الملوثات العضوية الثابتة كثنائي الفينيل متعدد الكلور، وأنواع البلاستيك غير القابلة للانحلال عضويًا، والمعادن الثقيلة). تتراكم الملوثات المخزنة في البيئة بمرور الزمن. يتزايد الضرر الذي يسببونه مع انبعاث ملوثات أكثر، ويستمر مع تراكم الملوثات. يمكن للملوثات المخزنة أن تشكل عبئًا لأجيال المستقبل، التي ستتأثر بالأضرار التي تبقى طويلًا حتى بعد انتهاء المنافع المحصلة من تحمل تلك الأضرار ونسيانها.

### ملوثات بارزة
من الملوثات البارزة المجموعات التالية:
- الزئبق (Hg)
- الملوثات العضوية الثابتة
- الأوزون
- الجسيمات المعلقة
- الملوثات الدوائية الثابتة بيئيًا
- الهيدروكربونات العطرية متعددة الحلقات
- المركبات العضوية المتطايرة

### الملوثات الجارية
الملوثات الجارية هي تلك التي تكون للبيئة قدرة امتصاصية متوسطة لها. لا تلحق الملوثات الجارية ضررًا بالبيئة ما لم تتجاوز معدلات الانبعاث السعة الامتصاصية للبيئة المتلقية (مثلًا، ثنائي أكسيد الكربون الذي تمتصه النباتات والمحيطات). لا تختفي الملوثات الجارية، بل تتحول إلى مواد أقل ضررًا، أو تنحل وتنتشر لتراكيز منخفضة إلى حد غير مؤذٍ.

### الملوثات الضوئية
التلوث الضوئي هو الأثر الذي يتركه الضوء الاصطناعي البشري على رؤية السماء في الليل. يغطي المصطلح أيضًا التلوث الضوئي البيئي الذي يصف أثر الضوء الاصطناعي على الكائنات العضوية المفردة وعلى بنية الأنظمة البيئية ككل.

## مناطق التأثير
يمكن للملوثات أيضًا أن تعرف حسب مناطق تأثيرها، وتصنف مناطق تأثيرها حسب المنطقة الأفقية والمنطقة العمودية.

### المنطقة الأفقية
تشير المنطقة الأفقية إلى المنطقة المتضررة بالملوث. تسبب الملوثات المحلية ضررًا قرب مصدر الانبعاث. وتسبب الملوثات الإقليمية ضررًا في مجال أبعد عن مصدر الانبعاث.

### المنطقة العمودية
تشير المنطقة العمودية فيما إذا كان الضرر على مستوى الأرض أو على مستوى الجو. تسبب الملوثات السطحية الضرر عن طريق التراكم قرب سطح الأرض. تسبب الملوثات العالمية الضرر بالتركز في الغلاف الجوي.

## القوانين

### دوليًا
يمكن للملوثات أن تعبر الحدود الدولية وبالتالي هناك حاجة لقوانين دولية للسيطرة عليها. اتفاقية ستوكهولم الخاصة بالملوثات العضوية الثابتة، التي دخلت حيز التنفيذ في 2004، اتفاقية دولية ملزمة قانونيًا للسيطرة على الملوثات العضوية الثابتة. سجلات التقاط ونقل الملوثات أنظمة لجمع المعلومات الخاصة بالإصدارات البيئية ونقل المواد الكيميائية السامة من المنشآت الصناعية وغيرها ونشر تلك المعلومات.

### الاتحاد الأوروبي
السجل الأوروبي لانبعاثات الملوثات نوع من سجلات التقاط ونقل الملوثات يتيح الوصول إلى معلومات تخص الانبعاثات السنوية للمنشآت الصناعية في الدول الأعضاء في الاتحاد الأوروبي، بالإضافة إلى النرويج.

### الولايات المتحدة
معايير قانون الهواء النظيف. وفق قانون الهواء النظيف، توضع معايير وطنية لجودة الهواء الجوي من قبل وكالة حماية البيئة لست ملوثات شائعة للهواء، تدعى أيضًا «الملوثات المعيارية»: الجسيمات المعلقة، الضبخان وأوزون المستوى الأرضي، أحادي أكسيد الكربون، أكسيدات الكبريت، أكسيدات النتروجين، الرصاص. المعايير الوطنية لانبعاثات ملوثات الهواء الخطيرة معايير إضافية للانبعاثات تضعها وكالة حماية البيئة لملوثات الهواء السامة.
معايير قانون المياه النظيفة. وفق قانون المياه النظيفة، أعلنت وكالة حماية البيئة المعايير الوطنية لمحطات معالجة مياه الصرف الصحي، وتسمى أيضًا مصالح معالجة المياه عامة الملكية، في القانون الناظم للمعالجة الثانوية. تدعى المعايير الوطنية للصرف الصناعي توجيهات التدفق (للمصادر الموجودة) ومعايير أداء المصادر الجديدة، وتغطي حاليًا أكثر من 50 تصنيف صناعي. بالإضافة إلى ذلك، يفرض القانون على الولايات نشر معايير جودة المياه الخاصة بها للهيئات الفردية للمياه لتوفير حماية إضافية حيث لا تحقق المعايير الوطنية الكفاية.
معايير قانون حفظ الموارد واسترجاعها. ينظم قانون حفظ الموارد واسترجاعها إدارة النفايات الصحية الصلبة، والنفايات الخطرة وخزانات التخزين تحت الأرضي، ونقلها والتخلص منها.